# Gunnarella nambana
Gunnarella nambana là một loài thực vật có hoa trong họ Lan. Loài này được B.A.Lewis mô tả khoa học đầu tiên năm 1992.